# Jan (Tasias)
Jan, imię świeckie Joanis Tasias (ur. 1958 w Salonikach, zm. 15 listopada 2020 tamże) – duchowny Greckiego Kościoła Prawosławnego, od 2010 metropolita Langadas.

## Życiorys
Ukończył studia na wydziale teologicznym Uniwersytetu Arystotelesa w Salonikach. Święcenia diakonatu przyjął w 1982, a prezbiteratu w 1983. Chirotonię biskupią otrzymał 16 maja 2010.
W czerwcu 2016 r. uczestniczył w Soborze Wszechprawosławnym na Krecie. Zmarł w klinice w Salonikach z powodu COVID-19.